# Eftandise Hatun
Eftandise Hatun (en turco otomano: إفتان ديسه خاتون‎; "noble") (Anatolia, c.1294 — Bursa, Siglo XIV), también conocida como Eftendize o Aftandisa Hatun, era hija de Akbaşlu Gündüz Alp y esposa del sultán Orhan I.

## Vida
Nació según los historiadores en 1294 en Anatolia. Aunque otros dicen que nació en Edirne
El padre de Eftandise fue Akbaşlu Mahmud Gündüz Alp, primo hermano de Osman I, lo que significaría que eran primos. Este matrimonio funcionó para sellar la lealtad de Gündüz al sultán Osman. El historiador Mehmet Kepetzioğlu afirma, quizás basándose en la evidencia histórica del lugar, que Eftadise era hija de Akbaşlu Mahmud Alp, pero que no tenía relación con Orhan. En la escritura publicada por el tesorero otomano, Uzuncarsili ("Fundación Gazi Orhan Bey"), se la menciona como hija de Akbaşlu y como la primera esposa del Sultan Orhan Gazi.
Se desconoce en qué momento contrajeron matrimonio pero algunos la comentan en 1315, otros dicen que simplemente no hubo un matrimonio de por medio y que sólo la tomo como su concubina. De cualquier forma Eftandise es identificada como madre de Şehzade Eyüp, quien probablemente murió joven ya que no hay registros de él. Otros también identifican a Eftandise como madre de Sultan Bey y Suleyman, primer hijo de Orhan Gazi
Aun así la vida de Eftandise está perdida en la historia, ni siquiera se conoce en que año murió.

## Descendencia
- Süleyman Paşa(1306-1357),primer hijo de Orhan Bey
- Şehzade Eyüp (¿? — ¿?), posiblemente murió joven.
- Şehzade Sultan (¿? — ¿?), posiblemente murió joven

También se cree que en realidad por ser única esposa turca de Orhan fue la primera y madre de Suleyman, primer hijo de Orhan Bey.
La historia otomana sigue en disputa actualmente y muchos datos históricos quedaron perdidos.